# Jama (Kranj, Slovenija)
Jama je naselje u slovenskoj Općini Kranju. Jama se nalazi u pokrajini Gorenjskoj i statističkoj regiji Gorenjskoj. 

## Stanovništvo
Prema popisu stanovništva iz 2002. godine naselje je imalo 202 stanovnika.